# Liste des titres musicaux numéro un au Royaume-Uni en 2013
Cette page liste les titres classés no 1 des ventes de disques au Royaume-Uni pour l'année 2013 selon The Official Charts Company.
Les classements hebdomadaires sont issus des 100 meilleures ventes de singles (UK Singles Chart) et des 100 meilleures ventes d'albums (UK Albums Chart). Ils prennent en compte les ventes physiques et digitales. Ils sont dévoilés chaque dimanche.

## Classement des singles
| №  | Date          | Artiste                                     | Titre                              | Référence |
| -- | ------------- | ------------------------------------------- | ---------------------------------- | --------- |
| 1  | 6 janvier     | James Arthur                                | Impossible                         |           |
| 2  | 13 janvier    | will.i.am feat. Britney Spears              | Scream and Shout                   |           |
| 3  | 20 janvier    | will.i.am feat. Britney Spears              | Scream and Shout                   |           |
| 4  | 27 janvier    | Bingo Players feat. Far East Movement       | Get Up (Rattle)                    |           |
| 5  | 3 février     | Bingo Players feat. Far East Movement       | Get Up (Rattle)                    |           |
| 6  | 10 février    | Macklemore et Ryan Lewis feat. Wanz         | Thrift Shop                        |           |
| 7  | 17 février    | Avicii vs. Nicky Romero                     | I Could Be the One                 |           |
| 8  | 24 février    | One Direction                               | One Way or Another (Teenage Kicks) |           |
| 9  | 3 mars        | Justin Timberlake                           | Mirrors                            |           |
| 10 | 10 mars       | Justin Timberlake                           | Mirrors                            |           |
| 11 | 17 mars       | Justin Timberlake                           | Mirrors                            |           |
| 12 | 24 mars       | The Saturdays feat. Sean Paul               | What About Us                      |           |
| 13 | 31 mars       | PJ & Duncan                                 | Let's Get Ready to Rhumble         |           |
| 14 | 7 avril       | Duke Dumont feat. A*M*E (en)                | Need U (100%)                      |           |
| 15 | 14 avril      | Duke Dumont feat. A*M*E (en)                | Need U (100%)                      |           |
| 16 | 21 avril      | Rudimental feat. Ella Eyre                  | Waiting All Night                  |           |
| 17 | 28 avril      | Daft Punk feat. Pharrell Williams           | Get Lucky                          |           |
| 18 | 5 mai         | Daft Punk feat. Pharrell Williams           | Get Lucky                          |           |
| 19 | 12 mai        | Daft Punk feat. Pharrell Williams           | Get Lucky                          |           |
| 20 | 19 mai        | Daft Punk feat. Pharrell Williams           | Get Lucky                          |           |
| 21 | 26 mai        | Naughty Boy feat. Sam Smith                 | La La La                           |           |
| 22 | 2 juin        | Robin Thicke feat. T.I. & Pharrell Williams | Blurred Lines                      |           |
| 23 | 9 juin        | Robin Thicke feat. T.I. & Pharrell Williams | Blurred Lines                      |           |
| 24 | 16 juin       | Robin Thicke feat. T.I. & Pharrell Williams | Blurred Lines                      |           |
| 25 | 23 juin       | Robin Thicke feat. T.I. & Pharrell Williams | Blurred Lines                      |           |
| 26 | 30 juin       | Icona Pop feat. Charli XCX                  | I Love It                          |           |
| 27 | 7 juillet     | John Newman                                 | Love Me Again                      |           |
| 28 | 14 juillet    | Robin Thicke feat. T.I. & Pharrell Williams | Blurred Lines                      |           |
| 29 | 21 juillet    | Avicii                                      | Wake Me Up                         |           |
| 30 | 28 juillet    | Avicii                                      | Wake Me Up                         |           |
| 31 | 4 août        | Avicii                                      | Wake Me Up                         |           |
| 32 | 11 août       | Miley Cyrus                                 | We Can't Stop                      |           |
| 33 | 18 août       | Ellie Goulding                              | Burn                               |           |
| 34 | 25 août       | Ellie Goulding                              | Burn                               |           |
| 35 | 1er septembre | Ellie Goulding                              | Burn                               |           |
| 36 | 8 septembre   | Katy Perry                                  | Roar                               |           |
| 37 | 15 septembre  | Katy Perry                                  | Roar                               |           |
| 38 | 22 septembre  | Jason Derulo feat. 2 Chainz                 | Talk Dirty                         |           |
| 39 | 29 septembre  | Jason Derulo feat. 2 Chainz                 | Talk Dirty                         |           |
| 40 | 6 octobre     | OneRepublic                                 | Counting Stars                     |           |
| 41 | 13 octobre    | Miley Cyrus                                 | Wrecking Ball                      |           |
| 42 | 20 octobre    | OneRepublic                                 | Counting Stars                     |           |
| 43 | 27 octobre    | Lorde                                       | Royals                             |           |
| 44 | 3 novembre    | Eminem feat. Rihanna                        | The Monster                        |           |
| 45 | 10 novembre   | Storm Queen                                 | Look Right Through                 |           |
| 46 | 17 novembre   | Martin Garrix                               | Animals                            |           |
| 47 | 24 novembre   | Lily Allen                                  | Somewhere Only We Know             |           |
| 48 | 1er décembre  | Calvin Harris & Alesso feat. Hurts          | Under Control                      |           |
| 49 | 8 décembre    | Lily Allen                                  | Somewhere Only We Know             |           |
| 50 | 15 décembre   | Lily Allen                                  | Somewhere Only We Know             |           |
| 51 | 22 décembre   | Sam Bailey                                  | Skyscraper                         |           |
| 52 | 29 décembre   | Pharrell Williams                           | Happy                              |           |

## Classement des albums
| №  | Date          | Artiste             | Titre                                                         | Référence |
| -- | ------------- | ------------------- | ------------------------------------------------------------- | --------- |
| 1  | 6 janvier     | Calvin Harris       | 18 Months                                                     |           |
| 2  | 13 janvier    | Emeli Sandé         | Our Version of Events                                         |           |
| 3  | 20 janvier    | Divers artistes     | Les Misérables: Highlights from the Motion Picture Soundtrack |           |
| 4  | 27 janvier    | Divers artistes     | Les Misérables: Highlights from the Motion Picture Soundtrack |           |
| 5  | 3 février     | Biffy Clyro         | Opposites                                                     |           |
| 6  | 10 février    | Divers artistes     | Les Misérables: Highlights from the Motion Picture Soundtrack |           |
| 7  | 17 février    | Divers artistes     | Les Misérables: Highlights from the Motion Picture Soundtrack |           |
| 8  | 24 février    | Emeli Sandé         | Our Version of Events                                         |           |
| 9  | 3 mars        | Emeli Sandé         | Our Version of Events                                         |           |
| 10 | 10 mars       | Bastille            | Bad Blood                                                     |           |
| 11 | 17 mars       | David Bowie         | The Next Day                                                  |           |
| 12 | 24 mars       | Justin Timberlake   | The 20/20 Experience                                          |           |
| 13 | 31 mars       | Justin Timberlake   | The 20/20 Experience                                          |           |
| 14 | 7 avril       | Justin Timberlake   | The 20/20 Experience                                          |           |
| 15 | 14 avril      | Paramore            | Paramore                                                      |           |
| 16 | 21 avril      | Michael Bublé       | To Be Loved                                                   |           |
| 17 | 28 avril      | Michael Bublé       | To Be Loved                                                   |           |
| 18 | 5 mai         | Rudimental          | Home                                                          |           |
| 19 | 12 mai        | Caro Emerald        | The Shocking Miss Emerald                                     |           |
| 20 | 19 mai        | Rod Stewart         | Time                                                          |           |
| 21 | 26 mai        | Daft Punk           | Random Access Memories                                        |           |
| 22 | 2 juin        | Daft Punk           | Random Access Memories                                        |           |
| 23 | 9 juin        | Disclosure          | Settle                                                        |           |
| 24 | 16 juin       | Black Sabbath       | 13                                                            |           |
| 25 | 23 juin       | Kanye West          | Yeezus                                                        |           |
| 26 | 30 juin       | Tom Odell           | Long Way Down                                                 |           |
| 27 | 7 juillet     | Mumford and Sons    | Babel                                                         |           |
| 28 | 14 juillet    | Jay-Z               | Magna Carta Holy Grail                                        |           |
| 29 | 21 juillet    | Robin Thicke        | Blurred Lines                                                 |           |
| 30 | 28 juillet    | Jahméne Douglas     | Love Never Fails                                              |           |
| 31 | 4 août        | Richard & Adam (en) | The Impossible Dream                                          |           |
| 32 | 11 août       | Richard & Adam (en) | The Impossible Dream                                          |           |
| 33 | 18 août       | Richard & Adam (en) | The Impossible Dream                                          |           |
| 34 | 25 août       | Richard & Adam (en) | The Impossible Dream                                          |           |
| 35 | 1er septembre | Avenged Sevenfold   | Hail to the King                                              |           |
| 36 | 8 septembre   | The 1975            | The 1975                                                      |           |
| 37 | 15 septembre  | Arctic Monkeys      | AM                                                            |           |
| 38 | 22 septembre  | Arctic Monkeys      | AM                                                            |           |
| 39 | 29 septembre  | Kings of Leon       | Mechanical Bull                                               |           |
| 40 | 6 octobre     | Haim                | Days Are Gone                                                 |           |
| 41 | 13 octobre    | Miley Cyrus         | Bangerz                                                       |           |
| 42 | 20 octobre    | John Newman         | Tribute                                                       |           |
| 43 | 27 octobre    | Katy Perry          | Prism                                                         |           |
| 44 | 3 novembre    | Arcade Fire         | Reflektor                                                     |           |
| 45 | 10 novembre   | Eminem              | The Marshall Mathers LP 2                                     |           |
| 46 | 17 novembre   | Lady Gaga           | Artpop                                                        |           |
| 47 | 24 novembre   | Robbie Williams     | Swings Both Ways                                              |           |
| 48 | 1er décembre  | One Direction       | Midnight Memories                                             |           |
| 49 | 8 décembre    | One Direction       | Midnight Memories                                             |           |
| 50 | 15 décembre   | Robbie Williams     | Swings Both Ways                                              |           |
| 51 | 22 décembre   | Robbie Williams     | Swings Both Ways                                              |           |
| 52 | 29 décembre   | Robbie Williams     | Swings Both Ways                                              |           |

## Meilleures ventes de l'année
| Singles | Albums |
| --- | --- |
| 1. Robin Thicke feat. T.I. & Pharrell Williams– Blurred Lines 2. Daft Punk feat. Pharrell Williams - Get Lucky 3. Avicii – Wake Me Up 4. Passenger - Let Her Go 5. Naughty Boy feat. Sam Smith - La La La 6. Katy Perry - Roar 7. Macklemore et Ryan Lewis feat. Wanz - Thrift Shop 8. Pink feat. Nate Ruess - Just Give Me a Reason 9. One Republic - Counting Stars 10. Justin Timberlake – Mirrors | 1. One Direction - Midnight Memories 2. Emeli Sandé - Our Version of Events 3. Michael Bublé - To Be Loved 4. Robbie Williams - Swings Both Ways 5. Olly Murs - Right Place Right Time 6. Bruno Mars - Unorthodox Jukebox 7. Rod Stewart - Time 8. Arctic Monkeys - AM 9. Gary Barlow - Since I Saw You Last 10. Ellie Goulding - Halcyon |